# Microlenecamptus obsoletus
Microlenecamptus obsoletus là một loài bọ cánh cứng trong họ Cerambycidae.